# سنتراهوما (اکلاهما)
سنتراهوما(به انگلیسی: Centrahoma) شهری در ایالت اکلاهما کشور ایالات متحده آمریکا است که جمعیت آن در سرشماری سال ۲۰۱۰ میلادی، ۹۷ نفر بوده‌است.